# Bonfire (бокс-сет)
Bonfire — 5-дисковый бокс-сет австралийской хард-рок-группы AC/DC, выпущенный в 1997 году и переизданный в формате Digipak в 2003 году. Посвящён раннему творчеству группы, с участием вокалиста Бона Скотта, погибшего в 1980 году. Включает саундтрек видеоальбома AC/DC: Let There Be Rock (2 диска), записи сделанные на студии Atlantic Records в 1977 году, некоторые неизданные ранее песни группы (диск Volts) и ремастированную версию альбома Back in Black.
В изданной в 1997 году версии все 5 дисков были упакованы индивидуально. Также в комплект входили постер группы, пропуск за кулисы и прочие дополнения, в зависимости от региона, где издавался альбом. В 2003 году сборник был издан в упаковке формата Digipak, содержащей 4 или 5 дисков (в 4-дисковой версии переизданный альбом Back in Black продавался в отдельной упаковке). Особенностью всех версий бокс-сета была большая книга, с комментариями и фотографиями членов группы, в основном сделанных до смерти Скотта.

## Список композиций
5xCD (East West Records – каталожный номер: 62119-2)

### Live from the Atlantic Studios
Слова и музыка всех песен — написаны Ангусом Янгом, Малькольм Янгом и Боном Скоттом.
| №                   | Название                       | Оригинальный альбом         | Длительность |
| ------------------- | ------------------------------ | --------------------------- | ------------ |
| 1.                  | «Live Wire»                    | T.N.T.                      | 5:46         |
| 2.                  | «Problem Child»                | Dirty Deeds Done Dirt Cheap | 4:24         |
| 3.                  | «High Voltage»                 | T.N.T.                      | 5:40         |
| 4.                  | «Hell Ain’t a Bad Place to Be» | Let There Be Rock           | 3:57         |
| 5.                  | «Dog Eat Dog»                  | Let There Be Rock           | 4:13         |
| 6.                  | «The Jack»                     | T.N.T.                      | 8:02         |
| 7.                  | «Whole Lotta Rosie»            | Let There Be Rock           | 5:08         |
| 8.                  | «Rocker»                       | T.N.T.                      | 5:57         |
| Общая длительность: | Общая длительность:            | Общая длительность:         | 43:07        |

### Let There Be Rock: The Movie – Live in Paris
Слова и музыка всех песен — написаны Ангусом Янгом, Малькольмом Янгом и Боном Скоттом.
| №  | Название                       | Оригинальный альбом | Длительность |
| -- | ------------------------------ | ------------------- | ------------ |
| 1. | «Live Wire»                    | T.N.T.              | 5:56         |
| 2. | «Shot Down in Flames»          | Highway to Hell     | 3:16         |
| 3. | «Hell Ain’t a Bad Place to Be» | Let There Be Rock   | 4:02         |
| 4. | «Sin City»                     | Powerage            | 5:01         |
| 5. | «Walk All Over You»            | Highway to Hell     | 4:36         |
| 6. | «Bad Boy Boogie»               | Let There Be Rock   | 12:57        |

| №                   | Название            | Оригинальный альбом | Длительность |
| ------------------- | ------------------- | ------------------- | ------------ |
| 1.                  | «The Jack»          | T.N.T.              | 5:25         |
| 2.                  | «Highway to Hell»   | Highway to Hell     | 3:12         |
| 3.                  | «Girls Got Rhythm»  | Highway to Hell     | 3:10         |
| 4.                  | «High Voltage»      | T.N.T.              | 6:17         |
| 5.                  | «Whole Lotta Rosie» | Let There Be Rock   | 4:39         |
| 6.                  | «Rocker»            | T.N.T.              | 9:10         |
| 7.                  | «T.N.T.»            | T.N.T.              | 4:11         |
| 8.                  | «Let There Be Rock» | Let There Be Rock   | 7:10         |
| Общая длительность: | Общая длительность: | Общая длительность: | 79:02        |

### Volts
Слова и музыка всех песен — написаны Ангусом Янгом, Малькольмом Янгом и Боном Скоттом, кроме тех, где указано другое.
| №                   | Название                                                                                             | Автор(ы)            | Длительность |
| ------------------- | --- | ------------------- | ------------ |
| 1.                  | «Dirty Eyes» (Первоначальные название и текст песни «Whole Lotta Rosie»)                             |                     | 3:20         |
| 2.                  | «Touch Too Much» (Название аналогичное песне из альбома Highway to Hell, другие музыка и текст)      |                     | 6:35         |
| 3.                  | «If You Want Blood (You’ve Got It)» (Первая запись)                                                  |                     | 4:24         |
| 4.                  | «Back Seat Confidential» (Первоначальные название и текст песни «Beatin’ Around the Bush»)           |                     | 5:21         |
| 5.                  | «Get It Hot» (Название аналогичное песне из альбома Highway to Hell, другие музыка и текст)          |                     | 4:11         |
| 6.                  | «Sin City» (Концертная запись с «The Midnight Special»)                                              |                     | 4:51         |
| 7.                  | «She’s Got Balls» (Концертная запись в Bondi Lifesaver)                                              |                     | 7:58         |
| 8.                  | «School Days» (Студийная версия из австралийского альбома T.N.T.)                                    | Чак Берри           | 5:05         |
| 9.                  | «It’s a Long Way to the Top (If You Wanna Rock ’n’ Roll)» (Студийная версия из альбома High Voltage) |                     | 5:10         |
| 10.                 | «Ride On» (Студийная версия из альбома Dirty Deeds Done Dirt Cheap)                                  |                     | 5:47         |
| Общая длительность: | Общая длительность:                                                                                  | Общая длительность: | 52:42        |

### Back in Black(ремастированное переиздание)
Слова и музыка всех песен — написаны Ангусом Янгом, Малькольмом Янгом и Брайаном Джонсоном.
| №                   | Название                              | Длительность                     |
| ------------------- | ------------------------------------- | -------------------------------- |
| 1.                  | «Hells Bells»                         | 5:09                             |
| 2.                  | «Shoot to Thrill»                     | 5:14                             |
| 3.                  | «What Do You Do for Money Honey»      | 3:33                             |
| 4.                  | «Givin’ the Dog a Bone»               | 3:30                             |
| 5.                  | «Let Me Put My Love into You»         | 4:12                             |
| 6.                  | «Back in Black»                       | 4:13                             |
| 7.                  | «You Shook Me All Night Long»         | 3:28                             |
| 8.                  | «Have a Drink on Me»                  | 3:57                             |
| 9.                  | «Shake a Leg»                         | 4:03                             |
| 10.                 | «Rock and Roll Ain’t Noise Pollution» | 4:12                             |
| Общая длительность: | Общая длительность:                   | 41:31 Общая длительность: 216:22 |

### Австралийская версия
Комплектация бокс-сета, выпущенного на родине ансамбля отличалась от остальных версий. Она включала в себя 4 диска вместо пяти. Треклист парижского концерта, лёгший в основу Let There Be Rock: The Movie – Live in Paris и состоящий из 12 композиций, был сокращён до десяти песен, таким образом его запись уместилась на один диск (вместо двух, как в базовом варианте). 2 не вместившихся на него трека, «Walk All Over You» и «T.N.T.», были включены в подборку редкостей Volts.
| №   | Название                       | Оригинальный альбом | Длительность |
| --- | ------------------------------ | ------------------- | ------------ |
| 1.  | «Live Wire»                    | T.N.T.              | 5:56         |
| 2.  | «Shot Down in Flames»          | Highway to Hell     | 3:16         |
| 3.  | «Hell Ain’t a Bad Place to Be» | Let There Be Rock   | 4:02         |
| 4.  | «Sin City»                     | Powerage            | 5:01         |
| 5.  | «Bad Boy Boogie»               | Let There Be Rock   | 12:57        |
| 6.  | «The Jack»                     | T.N.T.              | 5:25         |
| 7.  | «Highway to Hell»              | Highway to Hell     | 3:12         |
| 8.  | «Girls Got Rhythm»             | Highway to Hell     | 3:10         |
| 9.  | «High Voltage»                 | T.N.T.              | 6:17         |
| 10. | «Whole Lotta Rosie»            | Let There Be Rock   | 4:39         |
| 11. | «Rocker»                       | T.N.T.              | 9:10         |
| 12. | «Let There Be Rock»            | Let There Be Rock   | 7:10         |

Слова и музыка всех песен — написаны Ангусом Янгом, Малькольмом Янгом и Боном Скоттом, кроме тех, где указано другое.
| №   | Название | Автор(ы)  | Длительность |
| --- | --- | --------- | ------------ |
| 1.  | «Dirty Eyes» (Первоначальные название и текст песни «Whole Lotta Rosie»)                                            |           | 3:20         |
| 2.  | «Touch Too Much» (Название аналогичное песне из альбома Highway to Hell, другие музыка и текст)                     |           | 6:35         |
| 3.  | «If You Want Blood (You’ve Got It)» (Первая запись)                                                                 |           | 4:24         |
| 4.  | «Back Seat Confidential» (Первоначальные название и текст песни «Beatin’ Around the Bush»)                          |           | 5:21         |
| 5.  | «Get It Hot» (Название аналогичное песне из альбома Highway to Hell, другие музыка и текст)                         |           | 4:11         |
| 6.  | «Sin City» (Концертная запись с «The Midnight Special»)                                                             |           | 4:51         |
| 7.  | «Walk All Over You» (Концертная запись в Pavillon de Paris из альбома Let There Be Rock: The Movie – Live in Paris) |           | 4:36         |
| 8.  | «T.N.T.» (Концертная запись в Pavillon de Paris из альбома Let There Be Rock: The Movie – Live in Paris)            |           | 4:11         |
| 9.  | «She’s Got Balls» (Концертная запись в Bondi Lifesaver)                                                             |           | 7:58         |
| 10. | «School Days» (Студийная версия из австралийского альбома T.N.T.)                                                   | Чак Берри | 5:05         |
| 11. | «It’s a Long Way to the Top (If You Wanna Rock ’n’ Roll)» (Студийная версия из альбома High Voltage)                |           | 5:10         |
| 12. | «Ride On» (Студийная версия из альбома Dirty Deeds Done Dirt Cheap)                                                 |           | 5:47         |

## Участники записи
Приведены по сведениям баз данных Discogs и AllMusic.
:
- Бон Скотт — вокал (в Live from the Atlantic Studios, Let There Be Rock: The Movie – Live in Paris и Volts)
- Брайан Джонсон — вокал (в Back in Black)
- Ангус Янг — лидер-гитара
- Малькольм Янг — ритм-гитара, бэк-вокал
- Марк Эванс — бас-гитара (в Volts)
- Клифф Уильямс — бас-гитара (в Live from the Atlantic Studios, Let There Be Rock: The Movie – Live in Paris, Volts и Back in Black)
- Фил Радд — ударные

Технический персонал:

| - Брюс Харрис — A&R - Джим де Баррос — арт-директор - Джордж Аманн — фотография для обложки бокс-сета - Чак Пулин — фотографии - Клод Гассиан — фотографии - Эбет Робертс — фотографии - Ханнес Шмид — фотографии - Джо Сиа — фотографии - Роберт Эллис — фотографии - семья Янгов — фотографии - Арно Дюрье — подбор артефактов - Фрэнсис Зегут — подбор артефактов - Мюррей Энглхарт — автор текста для буклета Live from the Atlantic Studios: - Пол Хоаре — звукорежиссёр - Джордж Янг — ремикширование | Let There Be Rock: The Movie – Live in Paris: - Тони Платт — сведение Volts: - Гарри Ванда — музыкальный продюсер - Джордж Янг — музыкальный продюсер - Пит «Пи Ви» Коулман — звукорежиссёр (в «Dirty Eyes», «Touch Too Much», «If You Want Blood (You’ve Got It)», «Back Seat Confidential») - Сэм Хорсбург (младший) — звукорежиссёр (в «She’s Got Balls») Back in Black: - Роберт Ланг — музыкальный продюсер - Тони Платт — звукорежиссёр - Бенджи Армбристер — ассистент звукорежиссёра - Джек Ньюбер — ассистент звукорежиссёра - Брэд Самуэльсон — сведение - Тед Йенсен — цифровой ремастеринг |

## Позиции в хит-парадах
| Год  | Чарт                                | Высшая позиция | Пребывание в чарте |
| ---- | ----------------------------------- | -------------- | ------------------ |
| 1997 | Австралия (Australian Albums Chart) | 31             | 2 недели           |
| 1997 | Германия (Offizielle Top 100)       | 71             | 2 недели           |
| 1997 | США (Billboard 200)                 | 90             | 5 недель           |
| 1997 | Франция (SNEP)                      | 56             | 1 неделя           |
| 1997 | Швеция (Sverigetopplistan)          | 60             | 1 неделя           |
| 2011 | Финляндия (Suomen virallinen lista) | 47             | 1 неделя           |

## Сертификации и уровни продаж
| Регион | Сертификация | Продажи    |
| --- | ------------ | ---------- |
| США (RIAA) | Платиновый   | 1 000 000^ |
| * Данные о продажах приведены только на основе сертификации. ^ Данные о тиражах приведены только на основе сертификации. |              |            |